# Dinotrema notaulicum
Dinotrema notaulicum är en stekelart som först beskrevs av Fischer 1974.  Dinotrema notaulicum ingår i släktet Dinotrema och familjen bracksteklar. Inga underarter finns listade i Catalogue of Life.